# Félix Cruz
Félix Cruz Barbosa (ur. 4 kwietnia 1961 w Torreón) – meksykański piłkarz występujący na pozycji obrońcy.

## Kariera klubowa
Cruz zawodową karierę rozpoczynał w 1982 roku w klubie UNAM Pumas. W 1985 roku wywalczył z nim wicemistrzostwo Meksyku. W UNAM spędził pięć lat. W 1987 roku odszedł do zespołu Atlante. W ciągu roku zagrał tam w 18 meczach i strzelił 2 gole. W 1988 roku Cruz przeniósł się do Tigres UANL. Tam również występował przez rok.
W 1989 roku został graczem zespołu CF Monterrey. W 1991 roku zdobył z nim Puchar Meksyku. W 1993 roku wygrał z nim rozgrywki Pucharu Zdobywców Pucharów CONCACAF. Z drużyną został także wicemistrzem Meksyku. W Monterrey grał przez cztery lata. W 1993 roku podpisał kontrakt z Toros Neza, gdzie w 1994 roku zakończył karierę.

## Kariera reprezentacyjna
W reprezentacji Meksyku Cruz zadebiutował 29 listopada 1983 roku w zremisowanym 4:4 towarzyskim meczu z Martyniką. W 1986 roku został powołany do kadry narodowej na Mistrzostwa Świata. Zagrał na nich w pojedynkach z Belgią (2:1), Paragwajem (1:1), Irakiem (1:0), Bułgarią (2:0) oraz RFN (0:0, 1:4 po rzutach karnych). Z tamtego turnieju Meksyk odpadł w ćwierćfinale. W 1991 roku Cruz wystąpił w Złotym Pucharze CONCACAF, który Meksyk zakończył na 3. miejscu. W latach 1983–1991 w drużynie narodowej rozegrał w sumie 47 spotkań i zdobył 1 bramkę.